# Герборн (Гессен)
Герборн (нім. Herborn) — місто в Німеччині, у землі Гессен. Підпорядковано адміністративному округу Гіссен. Входить до складу району Лан-Ділль. Населення становить 20 595 чоловік (станом на 31 грудня 2010 року). Займає площу 63,82 км².